# Tarapacá (agrupación departamental)
La agrupación departamental de Tarapacá (Tarapacá-Pisagua) fue un distrito electoral de la Cámara de Diputados de Chile. Creada en la reforma electoral de 1890 y abolida con la de 1989, estuvo compuesta por los departamentos de la provincia de Tarapacá, que para 1973 eran Arica, Iquique y Pisagua.

## Composición
El distrito agrupaba originalmente los departamentos de Pisagua y Tarapacá, en la provincia del mismo nombre. En 1930 se le sumó el departamento de Arica, que había sido transferido a la provincia.

## Historia
Los distritos de Tarapacá y Pisagua elegían diputados separadamente hasta que en agosto de 1890, el gobierno de José Manuel Balmaceda dictó una ley creando agrupaciones departamentales para las elecciones parlamentarias.

## Diputados

### 1891-1912
| 1891 |  | Manuel Zavala Meléndez          | Liberal             |                         | David Mac Iver         | Radical             |                   |                     |
| 1894 |  | Manuel Salinas González         | Liberal Democrático |                         | David Mac Iver         | Radical             |                   |                     |
| 1897 |  | Manuel Salinas González         | Liberal Democrático | Carlos Robinet Lambarri | Radical                |                     | Enrique del Campo | Liberal Democrático |
| 1900 |  | Manuel Salinas González         | Liberal Democrático | Carlos Robinet Lambarri | Radical                |                     |                   |                     |
| 1903 |  | José Daniel Balmaceda Fernández | Liberal Democrático |                         | Roberto Edwardson      | Liberal Democrático |                   |                     |
| 1906 |  | Óscar Viel Cavero               | Liberal Democrático |                         | Francisco Subercaseaux | Liberal Democrático |                   |                     |
| 1909 |  | Óscar Viel Cavero               | Liberal Democrático | Francisco Segundo Araya | Liberal Democrático    |                     |                   |                     |

### 1912-1973
| 1912 |  | Óscar Viel Cavero      | Liberal Democrático           |                       | Joaquín Molina             | Liberal Democrático |                             | Ricardo Saa                          | Liberal Democrático              |                            | Santiago Toro                     | Radical              |               |               |
| 1915 |  | Enrique Barbosa        | Liberal Democrático           |                       | Arturo Prat Carvajal       | Nacional            |                             | Luis Malaquías Concha                | Demócrata                        |                            | Ramón Briones Luco                | Radical              |               |               |
| 1918 |  | Anselmo Blanlot Holley | Liberal Democrático           |                       | Luis Aldunate              | Liberal             |                             | Carlos Briones                       | Radical                          |                            | Ramón Briones Luco                | Radical              |               |               |
| 1921 |  | Luis Víctor Cruz       | Obrero Socialista             |                       | Horacio Mujica             | Liberal             |                             | Carlos Briones                       | Radical                          | Gustavo Silva Campo        | Radical                           |                      |               |               |
| 1924 |  | Carlos Villarroel      | Liberal Democrático           |                       | Pablo Ramírez Rodríguez    | Radical             |                             | Carlos Briones                       | Radical                          | Marco Antonio de la Cuadra | Radical Liberal Liberal Unificado |                      |               |               |
| 1925 |  | Alejandro Cuadra       | Radical                       |                       | Luis Cuevas                | Radical             |                             | José Miguel de la Maza               | Radical                          | Marco Antonio de la Cuadra | Radical Liberal Liberal Unificado |                      |               |               |
| 1930 |  | Ricardo Puelma         | Radical                       |                       | Alejandro Gallo            | Radical             |                             | Arturo Venegas                       | Demócrata                        | Marco Antonio de la Cuadra | Radical Liberal Liberal Unificado |                      | Ernesto Silva | Acción Cívica |
| 1930 |  | Serafín Elguín         | Acción Cívica                 |                       | Alejandro Gallo            | Radical             |                             | Arturo Venegas                       | Demócrata                        | Marco Antonio de la Cuadra | Radical Liberal Liberal Unificado |                      | Ernesto Silva | Acción Cívica |
| 1932 |  | Carlos Müller Rivera   | Radical Socialista Socialista |                       | Ernesto Torres             | Radical Socialista  |                             | Humberto Arellano                    | Radical Socialista Independiente |                            | Raúl Cáceres                      | Radical Socialista   |               |               |
| 1937 |  | Carlos Müller Rivera   | Radical Socialista Socialista |                       | Carlos Morales San Martín  | Radical             |                             | Humberto Arellano                    | Radical Socialista Independiente |                            | Carlos Contreras Labarca          | Nacional Democrático |               |               |
| 1941 |  | Radomiro Tomic         | Falange Nacional              |                       | Carlos Morales San Martín  | Radical             | Ricardo Fonseca Aguayo      | Progresista Nacional                 |                                  | Ángel Veas Alcayaga        | Progresista Nacional              |                      |               |               |
| 1945 |  | Radomiro Tomic         | Falange Nacional              | Óscar Quina           | Radical                    |                     | Ricardo Fonseca Aguayo      | Progresista Nacional                 | Luis Eduardo Undurraga Correa    | Liberal                    |                                   |                      |               |               |
| 1949 |  | Jorge Rogers Sotomayor | Falange Nacional              | Óscar Quina           | Radical                    |                     | Ernesto Torres              | Radical                              | Luis Eduardo Undurraga Correa    | Liberal                    |                                   |                      |               |               |
| 1953 |  | Pascual Tamayo         | Socialista Popular            |                       | Juan Segundo Checura Jeria | Radical             |                             | José Zárate Andreu                   | Luis Eduardo Undurraga Correa    | Liberal                    | Radical                           |                      |               |               |
| 1957 |  | Pascual Tamayo         | Socialista Popular            | Juan Luis Maurás      | Radical                    |                     | Pedro Nolasco Muga González | Falange Nacional Demócrata Cristiano |                                  | Bernardino Guerra Cofré    | Liberal                           |                      |               |               |
| 1961 |  | Luis Valente Rossi     | Comunista                     |                       | Juan Segundo Checura Jeria | Radical             | Pedro Nolasco Muga González | Falange Nacional Demócrata Cristiano |                                  | Bernardino Guerra Cofré    | Liberal                           |                      |               |               |
| 1965 |  | Luis Valente Rossi     | Comunista                     | Arturo Carvajal Acuña | Comunista                  |                     | Pedro Nolasco Muga González | Falange Nacional Demócrata Cristiano | Samuel Astorga Jorquera          | Demócrata Cristiano        |                                   |                      |               |               |
| 1969 |  | Vicente Atencio        | Comunista                     | Arturo Carvajal Acuña | Comunista                  |                     | Humberto Palza              | Demócrata Cristiano                  |                                  | Bernardino Guerra Cofré    | Nacional                          |                      |               |               |
| 1973 |  | Vicente Atencio        | Comunista                     | Orel Viciani Escker   | Comunista                  |                     | Humberto Palza              | Demócrata Cristiano                  |                                  | Bernardino Guerra Cofré    | Nacional                          |                      |               |               |